# Zaoshi (köpinghuvudort i Kina, Hunan Sheng, lat 26,67, long 113,44)
Zaoshi (kinesiska: 枣市, 管塘铺, 枣市镇) är en köpinghuvudort i Kina. Den ligger i provinsen Hunan, i den södra delen av landet, omkring 180 kilometer söder om provinshuvudstaden Changsha. Antalet invånare är 25 390. Befolkningen består av 12 616 kvinnor och 12 774 män. Barn under 15 år utgör 17,0 %, vuxna 15-64 år 74 %, och äldre över 65 år 7,0 %.
Runt Zaoshi är det ganska tätbefolkat, med 230 invånare per kvadratkilometer. Närmaste större samhälle är Anren Chengguanzhen, 18,2 km väster om Zaoshi. I omgivningarna runt Zaoshi växer huvudsakligen savannskog.
Genomsnittlig årsnederbörd är 1 778 millimeter. Den regnigaste månaden är maj, med i genomsnitt 282 mm nederbörd, och den torraste är oktober, med 22 mm nederbörd.